# Hylettus ramea
Hylettus ramea es una especie de escarabajo longicornio perteneciente al género Hylettus, categorizada en la tribu Acanthocinini, de la subfamilia Lamiinae. Fue descrita por Bates en 1864.
El período de actividad en los ejemplares adultos se presenta en el mes de octubre.

## Descripción
Mide 7,7-11,6 mm de longitud.

## Distribución
Se distribuye por América del Sur: en Brasil, Ecuador y Guayana Francesa.